# Folke Pira
Folke Hjalmar Pira, född den 22 juli 1892 i Luleå, död den 10 juni 1945 i Karlstad, var en svensk militär.
Pira blev underlöjtnant vid Norrbottens regemente 1913, löjtnant där 1917, vid Upplands regemente 1923 och kapten vid generalstaben 1929. Han tjänstgjorde vid generalstabens krigshistoriska avdelning 1929–1932, genomförde forskningsresor till Tyskland 1929, 1930 och 1931, medarbetade i flerbandsverket Sveriges krig 1611–1632 och var sakkunnig rörande krigsarkivets omorganisation 1932–1933. Pira blev kapten vid Upplands regemente 1933, major där 1936, överstelöjtnant vid Södra militärområdesstaben 1939 och vid Södra skånska infanteriregementet 1941. Han befordrades till överste i armén 1942 och blev befälhavare för Karlstads militärområde samma år. Pira blev riddare av Vasaorden 1932 och av Svärdsorden 1934. Han vilar på Uppsala gamla kyrkogård.